# Evropský hokejový pohár 1976/1977
12. ročník hokejového turnaje European Cupu.Vítězem turnaje se stala Poldi SONP Kladno.

## 1. kolo
- Levski Spartak Sofija (Bulharsko) - HK Olimpija Lublaň (Jugoslávie) 2:4, 1:5
- HC Chamonix (Francie) - SC Langnau (Švýcarsko) 2:10, 2:8
- Berliner SC (NSR) - HC Val Gardena (Itálie) 11:1, 3:4
- Tilburg Trappers (Nizozemsko) - Københavns SF (Dánsko) 6:1, 8:5 (obě utkání v Tilburgu)

## 2. kolo
- Klagenfurter AC (Rakousko) - HK Olimpija Lublaň 5:1, 4:5
- Tilburg Trappers - SC Langnau 5:6, 4:7
- Berliner SC - SC Dynamo Berlin (NDR) 8:2, 4:3
- KS Podhale Nowy Targ (Polsko) - SK Frisk-Asker (Norsko) SK Frisk-Asker odstoupil

## 3. kolo
- Berliner SC - Brynäs IF (Švédsko) 1:3, 2:3
- SC Langnau - TPS Turku (Finsko) 3:3, 1:10 (druhé utkání v Oltenu (Švýcarsko))
- Klagenfurter AC - Spartak Moskva (SSSR) 5:12, 3:10 (obě utkání v Klagenfurtu)
- KS Podhale Nowy Targ - Poldi SONP Kladno (Československo) KS Podhale Nowy Targ odstoupil, údajně z finančních důvodů

## Semifinále
- TPS Turku - Poldi SONP Kladno 5:4 (3:1,1:1,1:2) 25. srpna 1978 (obě utkání v Turku)
- TPS Turku - Poldi SONP Kladno 2:7 (0:1,1:2,1:4) 27. srpna
- Brynäs IF - Spartak Moskva 1:3, 1:7

## Finále
- Spartak Moskva - Poldi SONP Kladno 4:4 (2:1,1:2,1:1) 14. prosince 1978
- Poldi SONP Kladno - Spartak Moskva 4:4 (1:1,3:1,0:2) SN 2:1, 13. února 1979